# Beverino
Beverino est une commune italienne de la province de La Spezia dans la région Ligurie en Italie.

## Administration
| Période                                  | Période | Identité | Étiquette | Qualité |
| ---------------------------------------- | ------- | -------- | --------- | ------- |
|                                          |         |          |           |         |
| Les données manquantes sont à compléter. |         |          |           |         |

### Hameaux
Bracelli, Castello, Castiglione Colla, Castiglione Vara, Covanella Vara, Corvara, Memola, Padivarma, San Cipriano

### Communes limitrophes
Borghetto di Vara, Calice al Cornoviglio, Follo, Pignone, Riccò del Golfo di Spezia, Rocchetta di Vara, Vernazza